# Gifrer-Barbezat
Les laboratoires Gifrer-Barbezat sont une entreprise pharmaceutique française, spécialisée dans la production de produits pour l'officine (produits de base pour les préparations magistrales) et la médication familiale (notamment les plantes dans leurs boîtes rouges et vertes). Depuis 2000, ils font partie du groupe Qualiphar-Gifrer, spécialisé dans le développement, la production et le marketing de médicaments OTC, vitamines, cosmétiques et accessoires.

## Histoire
L'entreprise est basée à Décines-Charpieu depuis le début du XXe siècle, où en 1912 l'entreprise acquiert une ancienne usine de films.
Les laboratoires belges Qualiphar (Bornem en région flamande) fusionne avec elle. La partie herboristerie (infusions GB et GB express) sont vendues à l'entreprise Iphym (Beynost). Seules sont conservées les préparations d'extraits végétaux (environ 250 plantes extraites par des solvants).
En septembre 2020, Gifrer annonce la suppression de 125 emplois sur les 215 que compte son site à Décines,.